# Тедзука Такако
Тедзука Такако (яп. 手塚 貴子; нар. 6 листопада 1970) — японська футболістка. Вона грала за збірну Японії.

## Клубна кар'єра
Виступала в «НТВ Белеза». Наприкінці сезону 1999 року вона завершила ігрову кар'єру.

## Виступи за збірну
Дебютувала у збірній Японії 7 березня 1986 року в поєдинку проти Китайського Тайбею. У складі японської збірної учасниця жіночого чемпіонату світу 1991 року. З 1986 по 1991 рік зіграла 41 матч та відзначилася 19-а голами в національній збірній.

## Статистика виступів
| Збірна Японії | Збірна Японії | Збірна Японії |
| Рік           | Матчі         | Голи          |
| ------------- | ------------- | ------------- |
| 1986          | 10            | 1             |
| 1987          | 4             | 0             |
| 1988          | 3             | 1             |
| 1989          | 9             | 6             |
| 1990          | 4             | 6             |
| 1991          | 11            | 5             |
| Загалом       | 41            | 19            |